# Moncheux
Moncheux [mɔ̃ʃø] ist eine französische Gemeinde mit 146 Einwohnern (Stand 1. Januar 2022) im Département Moselle in der Region Grand Est (bis 2015 Lothringen). Sie gehört zum Arrondissement Metz.

## Geographie
Moncheux liegt in Lothringen, 16 Kilometer südlich von Metz und 13 Kilometer südöstlich von Verny, auf halbem Weg zwischen Metz und Château-Salins, auf einer Höhe zwischen 242 und 365 m über dem Meeresspiegel. Das Gemeindegebiet umfasst 7,35 km².

## Geschichte
Die Ortschaft gehörte früher zum Bistum Metz.
Aufgrund der Bestimmungen im Frieden von Vincennes wurde Moncheux 1661 Frankreich einverleibt. 
Das Gemeindewappen zeigt die früheren Abhängigkeiten von Moncheux: kirchlich die Abtei Gorze mit der Darstellung des Hl. Martinus und weltlich mit den Löwen die Herren von Craincourt.
Durch den Frankfurter Frieden vom 10. Mai 1871 kam die Region an Deutschland und das Dorf wurde dem Landkreis Metz im Bezirk Lothringen des Reichslandes Elsaß-Lothringen zugeordnet. Die Dorfbewohner betrieben weiter Jahrhunderten Getreide-, Ölsaaten- und Obstanbau sowie Viehzucht.
Nach dem Ersten Weltkrieg musste die Region aufgrund der Bestimmungen des Versailler Vertrags 1919 an Frankreich abgetreten werden. Im Zweiten Weltkrieg war die Region von der deutschen Wehrmacht besetzt und stand unter deutscher Verwaltung.
Das Dorf trug 1915–1919 den eingedeutschten Namen  Monchern und 1940–1944 Mingen.

### Bevölkerungsentwicklung
| Jahr      | 1962 | 1968 | 1975 | 1982 | 1990 | 1999 | 2007 | 2019 |
| Einwohner | 78   | 68   | 55   | 71   | 95   | 120  | 150  | 148  |

## Sehenswürdigkeiten

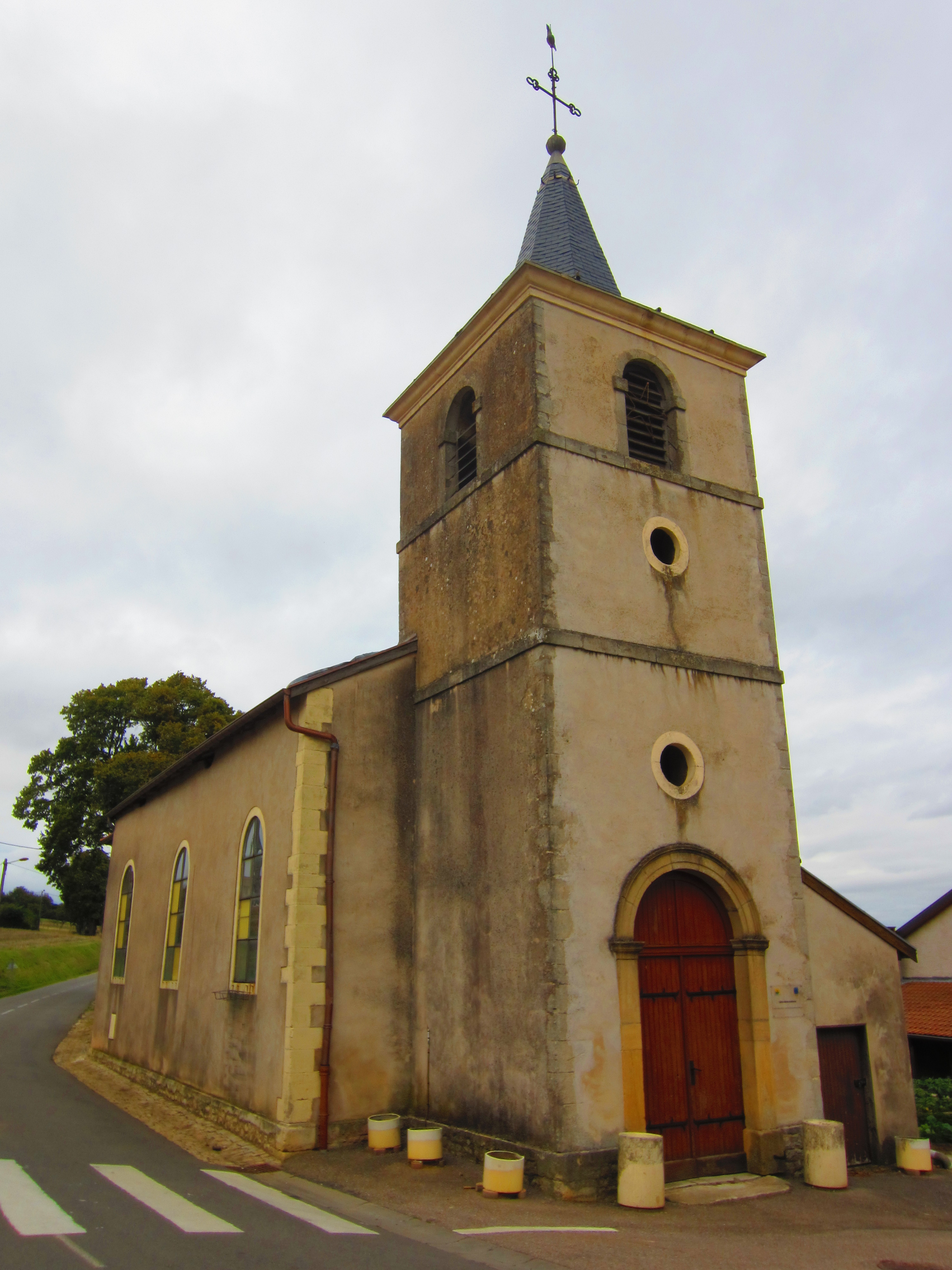
Kirche St. Catherine
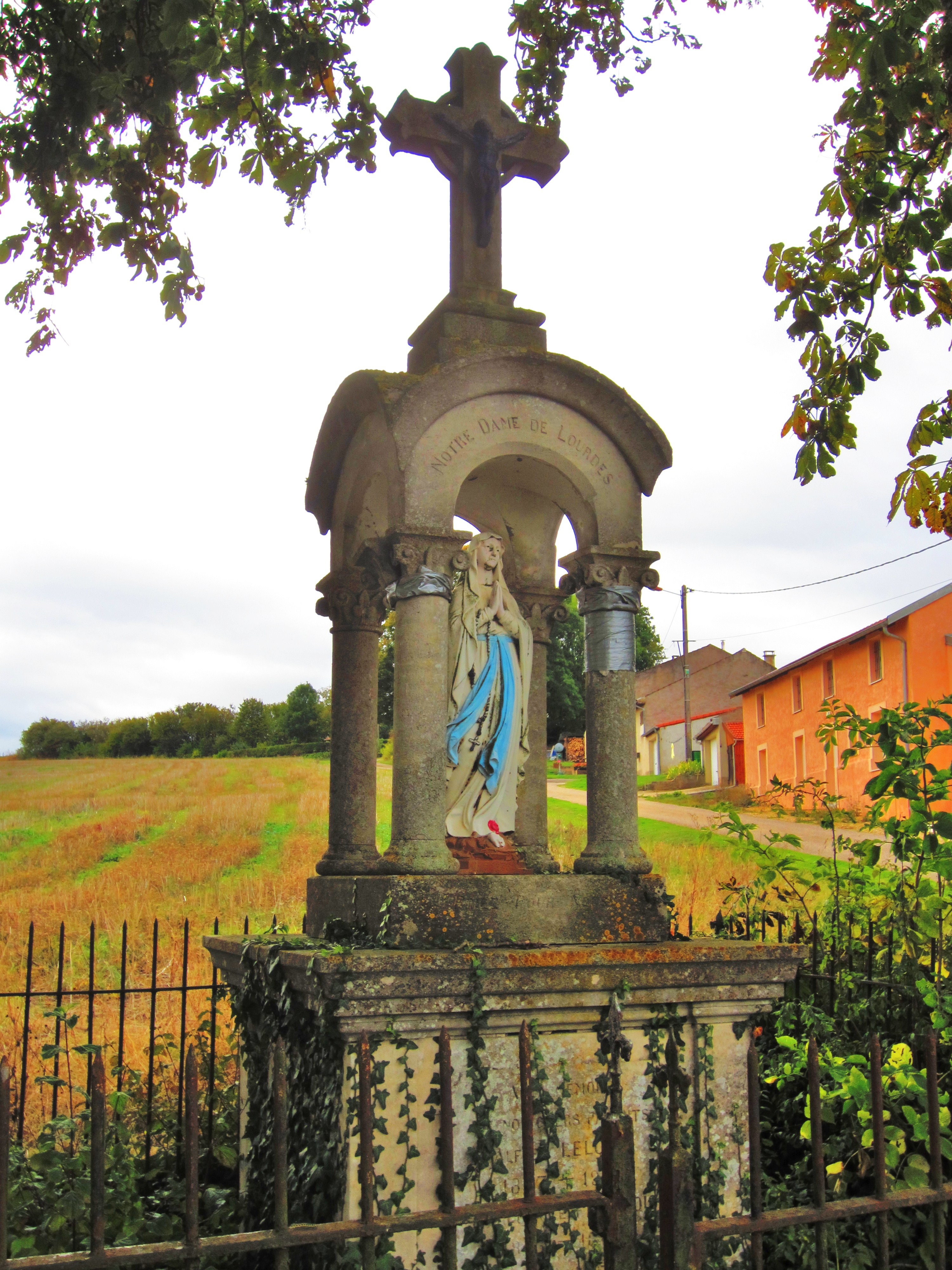
Oratorium
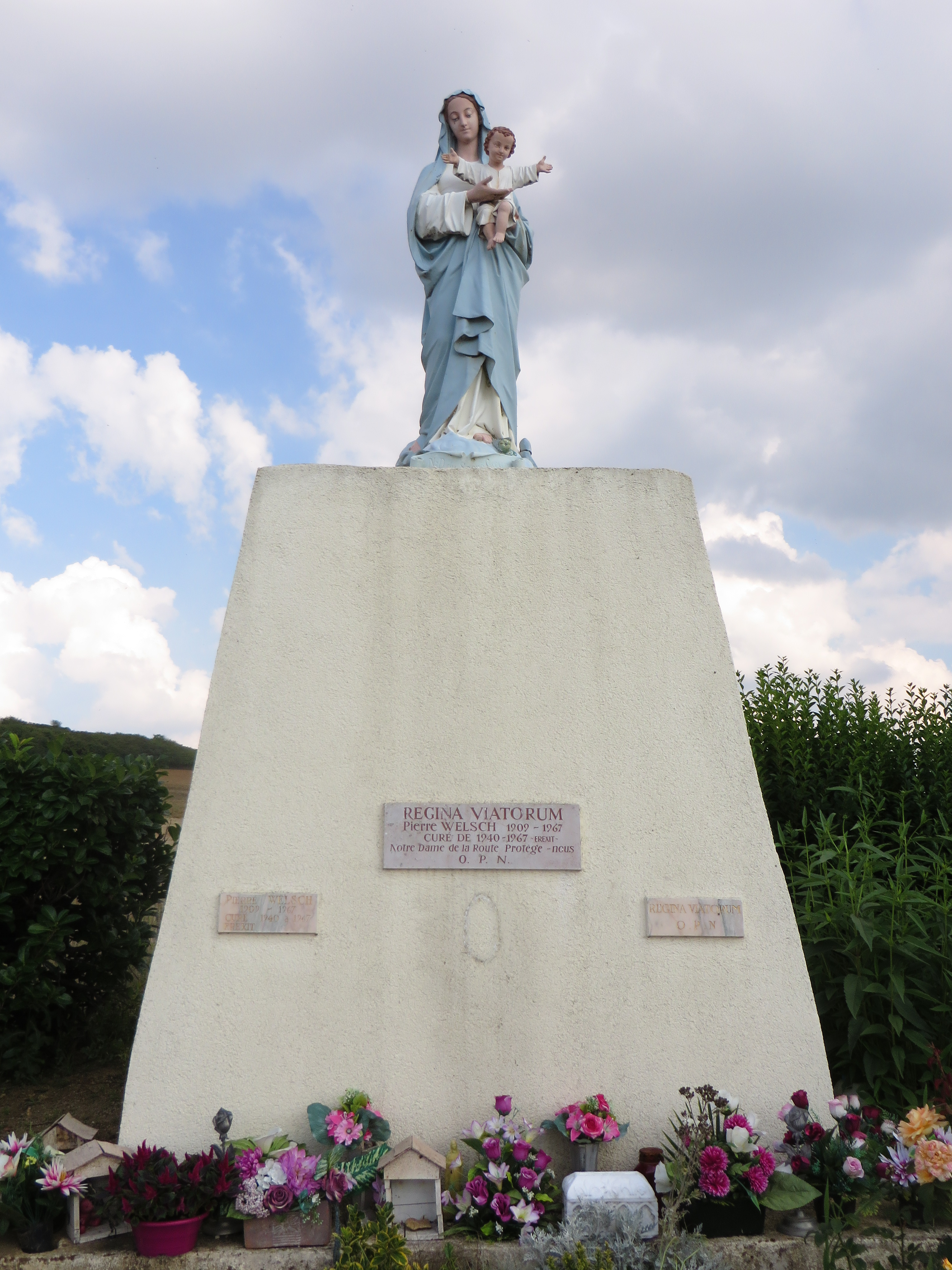
Marienstatue

## Belege
1. 1 2  Eugen H. Th. Huhn: Deutsch-Lothringen. Landes-, Volks- und Ortskunde, Stuttgart 1875, S. 301 (google.books.de).
2. ↑  Wappenbeschreibung auf genealogie-lorraine.fr (französisch)